# 卡夫澤

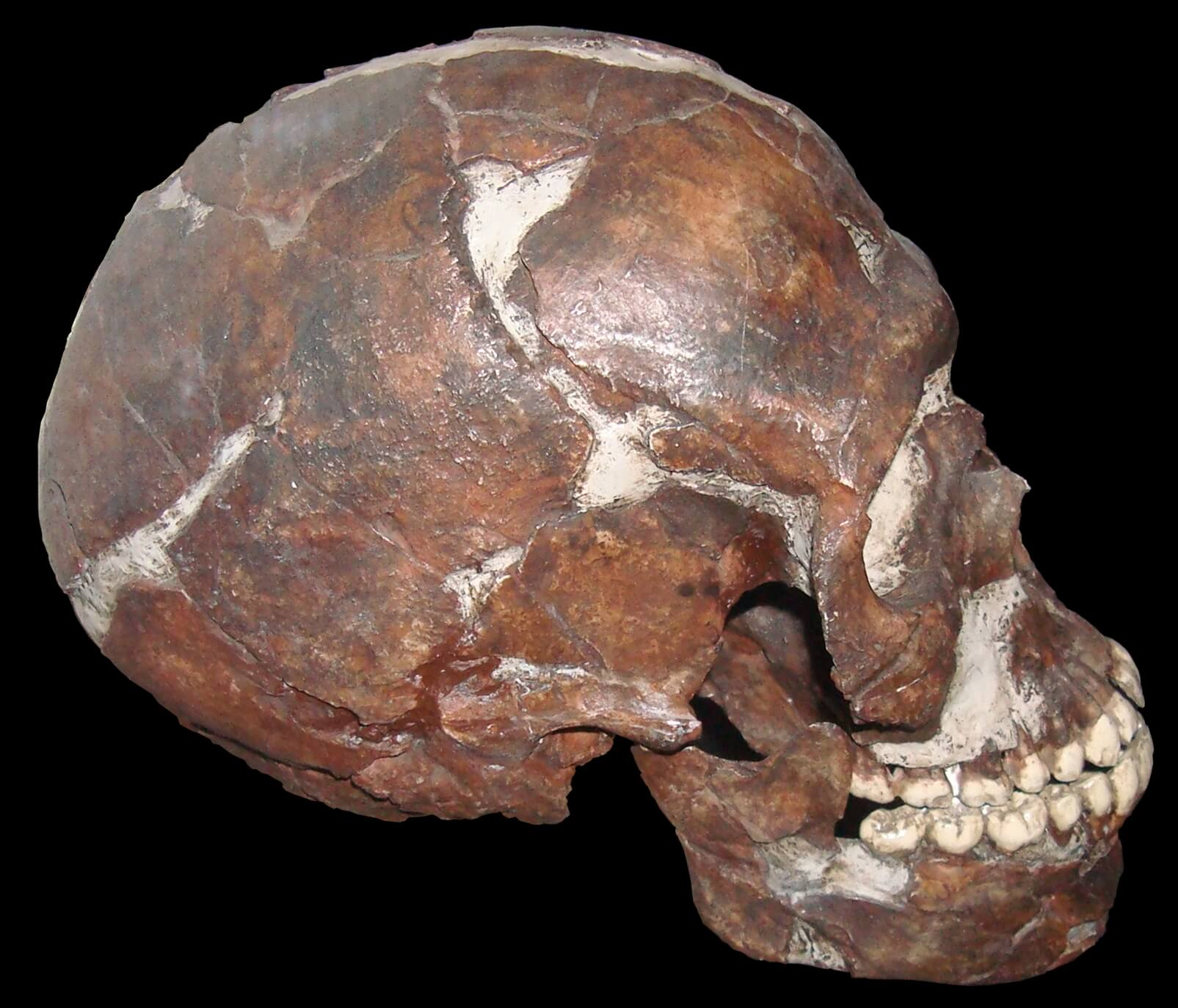
在卡夫澤出土的其中一副遺駭的頭骨。

卡夫澤（Qafzeh）位於以色列拿撒勒以南下加利利的一個山洞里，是一個古人類的考古遺址。在這裡，考古學家起出了11副古代人的化石遺骸，还包括一副马的牙齿和烧焦了的火石。而這些遺骸成為了現時研究现代人的遺傳承傳的重要資料。
这些遗骸竟鉴定为9万至10万年前，和尼安德特人几乎是同一时期，因此证明现代人的祖先走出非洲的时间可能要比以前认为的5万年前要早。这里的发掘工作从1933年就开始了，但直到1989年以前，一直认为这些遗骨只有5万年，其中有些头骨显示出是现代人祖先和尼安德特人混血的特征。